# Assurance de personnes à l'étranger en droit français
En droit français, il existe des règles particulières pour l'assurance de personnes à l'étranger. 

## Le statut d’expatrié
Le régime de Sécurité sociale français marque, pour les Français allant vivre et travailler à l’étranger, une distinction de statuts.
Le statut de la personne envoyée à l'étranger par son employeur est travailleur détaché ou travailleur expatrié. Tout dépend de la durée du séjour.
En revanche, si la personne est directement embauchée par une entreprise à l’étranger, elle obtient automatiquement le statut d’expatrié.
C’est la détermination du statut qui assure ou non une affiliation au régime de la Sécurité sociale.
En tant que travailleur expatrié, la personne a le choix en matière de santé. Il est recommandé de souscrire une assurance santé internationale et parfois les expatriés sont obligés de souscrire l'assurance maladie locale et de payer les cotisations dues dans le pays. 

## L'assurance des personnes expatriées
Deux options sont possibles pour un expatrié : 
- Il peut s’assurer auprès de la Caisse de Sécurité Sociale des Français résidant à l’Etranger (CFE) et éventuellement, souscrire une assurance santé en complément de la CFE.
- Il peut souscrire directement une assurance santé internationale, qui le remboursera à partir du premier euro dépensé. 

### S’assurer à la Caisse de Sécurité sociale des Français résidant à l’étranger (CFE)
La Caisse des Français à l’étranger est un organisme qui procède au remboursement santé sur la base des tarifs français de remboursement. Seuls les Français expatriés à l’étranger peuvent souscrire à la CFE. 
Les remboursements pratiqués par cet organisme sont les mêmes que ceux proposés par la Sécurité sociale française. Si le pays d’expatriation est un pays à coût médical important, les remboursements de la CFE ne couvriront pas la totalité des frais médicaux. Par ailleurs, la souscription à la CFE ne dispense pas les expatriés de payer des cotisations dues à l’assurance maladie du pays de résidence.

### Souscrire une assurance «au1ereuro»
Proposée par les assureurs et courtiers en assurance, l’assurance santé au 1er euro rembourse les frais médicaux à partir du premier euro dépensé. Cette assurance maladie permet à l'expatrié d'être couvert pour les frais médicaux courants, les frais d'hospitalisation et le rapatriement. Dans certains contrats d'assurance, des options telles que la prise en charge des soins dentaires, optiques et maternité peuvent être ajoutées. Enfin, l'assurance expatrié au 1er euro inclut la responsabilité civile qui permet aux personnes d'être couvertes pour les blessures qu'elles pourraient infliger aux autres.

## Autres statuts
Les assurances voyage ne servent pas que le statut d'expatrié et leur frais médicaux, elles doivent également être souscrite pour des voyages de courte durée. On admet généralement la répartition suivante en termes de durée : 
- Moins de 120 jours : Assurance voyage touristique
- Jusqu'à 12 mois : Assurance voyage expatrié temporaire
- Plus de 12 mois : Assurance voyage expatrié

Les voyages de courte durée sont généralement plus faciles à assurer et moins coûteux. Ces assurances peuvent parfois être incluses dans les clauses des assurances habitation, des assurances accidents individuelles, ou des cartes bancaires premium.

## Impatrié et Espace Schengen
En Europe, y compris en France, toute personne demandant un visa pour un séjour dans l'espace Schengen jusqu'à 12 mois doit souscrire une assurance voyage. Cette assurance doit inclure une couverture médicale minimale de 30 000 euros. Ce critère assure que les visiteurs peuvent faire face à d'éventuelles dépenses médicales sans affecter les systèmes de santé locaux.